# Allium sindjarense
Allium sindjarense — вид трав'янистих рослин родини амарилісові (Amaryllidaceae), поширений у західній Азії.

## Опис
Листки цілі, гладкі. Квіти білі. 

## Поширення
Зростає у західній Азії — Ірак, Кувейт, Ліван-Сирія, Ізраїль-Йорданія, Саудівська Аравія, Туреччина.